# Phare de Southwold
Le phare de Southwold est un phare situé dans de centre de la ville de Southwold, dans le comté du Suffolk en Angleterre. Il se trouve sur la côte de la mer du Nord, servant de point de repère pour le transport maritime le long de la côte est et comme guide pour les navires naviguant vers le port de Southwold.
Ce phare est géré par le Trinity House Lighthouse Service à Londres, l'organisation de l'aide maritime des côtes de l'Angleterre.
Il est maintenant protégé en tant que monument classé du Royaume-Uni de Grade II depuis 1971.

## Histoire
La construction du phare a commencé en 1887, dirigée par Sir James Nicholas Douglass (en) , ingénieur en chef de Trinity House. Un premier feu avait été allumé sur une structure temporaire en février 1889 et le phare lui-même a commencé à fonctionner le 3 septembre 1890. Il a remplacé trois phares qui avaient été condamnés en raison d'une érosion côtière sérieuse. La lanterne d'origine a été auparavant utilisé au phare d'Happisburgh Low Light.
Le luminaire d'origine était alimenté par un brûleur à huile de type Argand. Juste six jours après sa mise en service il y eut un incendie dans le phare et le brûleur fut détruit. L'inexpérience des nouveaux gardiens du phare a été blâmée pour cet incendie. Le brûleur a été remplacé par une lumière à l'huile en 1906 et un brûleur au pétrole en 1923. La lumière a été électrifiée et automatisée en 1938. Elle a été convertie au fonctionnement par batterie, avec les batteries utilisant l'électricité de secteur, en 2001.
Le phare, comme le phare de Lowestoft au nord, a été menacé par la fermeture de Trinity House en 2005 car les compagnies de navigation utilisent de plus en plus les systèmes de navigation par satellite plutôt que la lumière des phares. Mais les deux phares ont continué à fonctionner en 2009 à la suite d'un examen par Trinity House qui a constaté que les systèmes de navigation par satellite ne sont pas encore suffisamment fiables.

### Affichage actuel
La lampe tournante BLV Topspot 90 volts à halogène métallique de 150 watts a une portée de 44 km. Cela a remplacé trois lampes Osram Halostar de 90 watts pour une portée de 31 km; 20 mi) en décembre 2012 dans le but de la fermeture du phare d'Orfordness en juin 2013. La lumière blanche est utilisée pour la navigation générale. Les secteurs rouges, précédemment utilisés pour marquer les bancs au nord et les bancs de sable littoraux à Sizewell (en) au sud, ont été enlevés dans le cadre du réaménagement de 2012. L'ancien objectif a été entreposé pour une utilisation en tant que sauvegarde d'urgence.

### Bâtiments
Le phare mesure 31 mètres de haut, et la lumière émet à 37 mètres au-dessus du niveau de la mer. Il est construit en brique et peint en blanc, et il a 113 marches autour d'un escalier en colimaçon pour atteindre la lanterne. Deux maisons de gardien ont été construites à côté du phare. Le phare est un bâtiment classé Grade II. Les visites guidées sont dirigées par la Southwold Millennium Foundation. Le phare a été l'objet d'événements de charité en 2009, 2011 et 2013 pour récolter l'argent pour un nouveau canot de sauvetage de la Southwold Lifeboat Station (en) exploité par la Royal National Lifeboat Institution (RNLI) au port de Southwold.
Le phare a figuré dans des programmes de télévision, y compris un épisode de Kavanagh QC et la série télévisée pour enfants Grandpa in My Pocket. La brasserie d'Adnams, qui est présente en ville, a donné le nom de Lighthouse à l'une de ses bières en reconnaissance de l'importance du phare comme point de repère à Southwold et a présenté le phare sur l'affichage promotionnel.
Identifiant : ARLHS : ENG-135 - Amirauté : A2272 - NGA : 1588 .
|                      |
| L'escalier intérieur |

|                    |
| Le système optique |

### Lien connexe
- Liste des phares en Angleterre